# Xã Spring Grove, Quận Harlan, Nebraska
Xã Spring Grove (tiếng Anh: Spring Grove Township) là một xã thuộc quận Harlan, tiểu bang Nebraska, Hoa Kỳ. Năm 2010, dân số của xã này là 59 người.